# Fidelidad (House M. D.)
"Fidelidad" (en inglés: "Fidelity") es el séptimo episodio de la primera temporada de la serie estadounidense House M. D.. Fue estrenado el 28 de diciembre de 2004 en Estados Unidos y emitido el 14 de febrero de 2006 en España.
Una mujer ingresa en el Princeton-Plainsboro por dormir demasiado. Su marido y ella forman una pareja "perfecta", pero House no cree eso y apuesta a que alguien es infiel. La mujer sufre extraños síntomas que se relacionan con diversos males. La mujer va empeorando y el marido deberá afrontar la verdad.

## Sinopsis

### Caso principal
Un hombre llamado Ed (Dominic Purcell) vuelve a casa luego de realizar jogging con un amigo y encuentra que su esposa continúa durmiendo. Elise (Myndy Crist) se ha sentido mal durante los últimos tres días y le cuesta mantenerse despierta, por lo que ha faltado a su empleo, aparte de tener accesos de irritabilidad. 
Una vez en el hospital, la Dra. Cameron (Jennifer Morrison) percibe que el caso podría resultar de interés para el equipo del Dr. House (Hugh Laurie). House, por el contrario, no se muestra interesado ante lo que parece una simple depresión, pero la insistencia de Cameron lo lleva finalmente a aceptar el caso, intrigado no tanto por el caso en sí mismo, sino por conocer la razón que llevó a Cameron a interesarse en el mismo: "me interesa tu interés". Cameron suele demostrar un interés especial por los casos en los que están involucradas parejas. 
En la primera reunión del equipo se descarta la depresión porque la paciente también tiene fiebre. Foreman (Omar Epps) señala que podría tratarse de una afección cerebral y Chase (Jesse Spencer) pregunta sobre la posibilidad de estar ante parásitos tropicales, pero la paciente nunca ha salido de los Estados Unidos, además de que en los análisis no se han encontrado parásitos. House dice entonces que debe ser un tumor encefálico y encarga nuevos análisis de sangre y una resonancia magnética (IRM) del mesodiencéfalo.
Cuando Foreman y Cameron están comunicándole que los estudios aún no han podido detectar la causa de la afección, Elise sufre un ataque de convulsiones. En una nueva reunión del equipo y luego de descartar varias enfermedades, Wilson (Robert Sean Leonard) -que es oncólogo- aparece preguntando si le han revisado los pechos, ya que podría ser síndrome paraneoplásico, un tipo de síntomas que indica tempranamente la presencia de cáncer, a lo cual Cameron señala que su madre murió de cáncer de mama. 
Le hacen una mamografía y Elise le cuenta a Cameron que su madre tenía la misma edad que ella cuando murió de cáncer de mama. Pero las pruebas no muestran tumores. Wilson cree podría tratarse un tumor muy pequeño o que incluso podría no haber aún un tumor, ya que el 12% de los casos de síndrome paraneoplásico se presentan sin tumor. Pero House es partidario de ignorarlo hasta que eventualmente crezca y decide enviar a Foreman al restaurante donde Elise trabaja como rostisseur, en busca de alguna causa ambiental. Sin embargo la cocina está impecable y tampoco allí encuentran pistas.

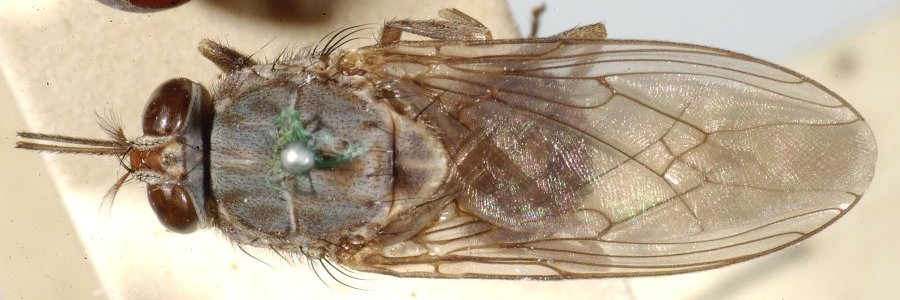
La mosca Tse-tse se encuentran en el África subsahariana y parte de África Central. Al picar a los humanos les transmite un parásito que causa la tripanosomiasis africana o enfermedad del sueño.

Cameron está hablando con Elise cuando empieza a quejarse de picazón en un brazo. La paciente se agita y ve cómo su brazo revienta mientras cientos de hormigas salen de su interior. Grita para que se las quiten, pero solo se trata de una alucinación. El nuevo síntoma descarta el síndrome paraneoplásico y las pruebas siguen sin dar pistas sobre lo que le pasa. House empieza a pensar que todos sus síntomas concuerdan con la tripanosomiasis africana o enfermedad del sueño, una enfermedad causada por un parásito, transmitido a los humanos por picaduras de la mosca Tse-tse, que se encuentran en el África subsahariana y parte de África Central. Sin embargo, ella no ha estado en ese continente ni ha recibido transfusiones de sangre. Ante la falta de explicaciones, Foreman sugiere que puede ser tularemia, una fiebre causada por una bacteria presente en los conejos, que pudo haberla contagiado en el restaurante. House opina que se trata de una "idea bizarra" y felicita a Foreman por la ocurrencia, diciéndole "por eso te atormento", comentario que desagrada a este último. 
Cameron, Foreman y Chase consideran que deberían comenzar a aplicarle un tratamiento aunque saben que podría causarle otros problemas. Por su parte, House está atendiendo a una bella paciente ambulatoria y descubre que el esposo de ésta le diluía en su bebida algo para que disminuya su deseo sexual. Ante la duda de qué hacer con su marido que no quería tener sexo con ella, House le sugiere que salga a un bar a contactar alguien para tener sexo. De repente, estole despierta la idea de que Elise pudo haber contraído la enfermedad africana manteniendo sexo con una persona que sí haya estado en África, recurriendo en su apoyo -ante el asombro de su equipo- a un artículo científico de tres años atrás, escrito en portugués y publicado en "The journal de Instituto de Higina y Medicina Tropical" (sic), sobre una persona de esa nacionalidad que contrajo la enfermedad del sueño sin haber estado nunca en África, pero que mantenía relaciones sexuales con una joven que había residido en Angola. Científicamente, es cierto que la posibilidad de transmisión de la enfermedad del sueño por vía sexual ha sido establecida por investigadores portugueses. Cameron descarta de plano tal posibilidad porque marido y mujer "son completamente devotos del uno para el otro" y "se aman". Pero House les pide a Foreman y Chase que pregunten a los esposos acerca de una eventual infidelidad, y como ambos lo niegan con firmeza, comienzan el tratamiento contra la tularemia. 
Pese al tratamiento de cloranfenicol intravenoso, Elise entra en coma, descartando la posibilidad de tularemia, por lo que solo queda como posibilidad la enfermedad del sueño.
House decide entonces hablar con Ed, quien vuelve a asegurar que no ha tenido relaciones sexuales fuera de la pareja. De ser así, o los médicos se equivocan o la esposa le ha sido infiel. Como el medicamento es considerablemente riesgoso, Ed debe dar su consentimiento para que ella sea tratada y no muera, pero la decisión implica también sospechar de su esposa. Foreman y Chase le inyectan entonces la medicina, melarsoprol, una droga que contiene arsénico en su composición.
Mientras se espera el resultado, Ed enfrenta el dilema moral que le plantea la eventual infidelidad de su esposa, conversando con Cameron, quien se muestra visiblemente afectada y conmovida en sus estrictos principios morales. Ed le dice que una parte de él no quiere que su esposa se recupere y le pregunta si eso lo hace una mala persona; Cameron le responde, simplemente, que "sí".
Por su parte Elise no parece responder al tratamiento y los médicos coinciden en que la causa es emocional, derivada del deseo de no enfrentar a su esposo luego de la evidencia de su infidelidad. Ed entonces, se inclina a su lado y le suplica llorando que no muera. Casi inmediatamente después, Elise despierta del coma, aunque ello no evita que él la deje, ante la conmoción de Cameron que intenta detenerlo.
A pesar del llanto desconsolado de Elise, el doctor House la apremia para que le diga con quién ha tenido una aventura porque deben administrarle el tratamiento también a él. En la última escena, Cameron llega a la casa del amante de Elise: se trata del amigo de Ted con el que hace jogging cada día.

### Atención clínica de rutina
En la atención clínica de rutina, que House detesta porque le aburre la ausencia de problemas médicos complejos, examina a una joven maestra de preescolar que se queja de una opresión en el pecho. Al quitarse la bata, House se muestra maravillado por los senos de la joven, que según ella se los hizo como regalo de cumpleaños para su esposo. House llama a su amigo Wilson para compartir la visión y le dice también que la maestra miente -una de sus reglas primarias es "todos mienten"-, porque la operación de pechos la hizo para ella. Luego deduce del electrocardiograma (ECG) que su esposo tiene presión alta y que -como le recetaron betabloqueantes que reducen su deseo sexual- mezcla ese medicamento con azúcar, para que su esposa tampoco quiera mantener relaciones sexuales, causándole así leves dificultades respiratorias.

### Relaciones entre los personajes
House nota que su amigo el Dr. Wilson lleva puesta una corbata verde, que este alega ser un regalo de su esposa Julie. Pero House dice que no es cierto, porque Julie -su tercera esposa- odia el color verde y le canta irónicamente, en tono infantil, "Wilson tiene novia", algo que pone muy nervioso a su amigo. Finalmente House le dice a Wilson: "tú amas a todos, esa es tu patología".
Cameron le revela a House que cuando tenía 21 años y estaba en la universidad se enamoró y se casó, y que seis meses después su esposo murió de cáncer cerebral. House le dice que lo lamenta, pero también le dice que por la evolución de la enfermedad hay algo que ella no mencionó: Ella sabía de la enfermedad antes de casarse y de todos modos lo hizo, concluyendo que "no puede ser tan buena persona y equilibrada". Ella le pregunta entonces por qué, y House contesta irónicamente que por qué entonces termina llorando por una centrifugadora, a lo que ella completa con una pregunta: "¿u odiando a la gente?".

## Diagnóstico
Elise ha contraído la tripanosomiasis africana, más conocida cómo la enfermedad del sueño, por vía sexual, luego de mantener relaciones sexuales con un amigo de su esposo, que probablemente contrajo a su vez la afección en África, aunque el capítulo no incluye ningún indicador de esto último.

## Citas
- House: "Todos hacemos preguntas basados en las respuestas que queremos oír".[3]